# Villa del Conte
Pour les articles homonymes, voir del Conte.
Villa del Conte est une commune italienne de la province de Padoue, dans la région Vénétie.

## Administration
| Période                                  | Période | Identité | Étiquette | Qualité |
| ---------------------------------------- | ------- | -------- | --------- | ------- |
|                                          |         |          |           |         |
| Les données manquantes sont à compléter. |         |          |           |         |

### Hameaux
Abbazia Pisani, Borghetto.

### Communes limitrophes
Campo San Martino, San Giorgio in Bosco, San Martino di Lupari, Santa Giustina in Colle, Tombolo.